# Thomas Joseph
Thomas Joseph, né le 6 décembre 1996 à Kemmel, est un coureur cycliste belge pratiquant le cyclisme sur route ainsi que le cyclo-cross dans l'équipe Tarteletto-Isorex.

## Biographie
Thomas Joseph signe son premier contrat en 2015 avec l'équipe Sunweb-Napoleon Games dans laquelle il reste jusqu'en en 2018. Durant ces quatre saisons, il se démarque notamment sur le Tour de Hongrie 2017 en se classement dans le top 15 su général ou encore sur le GP Jean-Pierre Monseré 2018 qu'il termine à la 8e place. En parallèle, il pratique le cyclo-cross dans la catégorie espoir où il figure dans les meilleurs à plusieurs reprises durant la saison 2017-2018. En 2013, il remporte la 2e manche du Superprestige juniors à Zonhoven et termine 2e du classement général de l’épreuve.
À partir de 2019, il intègre la formation Tarteletto-Isorex. Cette année-là, il remporte une étape du Tour d’Iran et fini dans le top 10 du Tour du Maroc. En 2023, il gagne le Konterdam-Oostende et se réalise plusieurs places d’honneur sur des courses nationales.

## Palmarès sur route

### Par année
- 2019
  - 5e étape du Tour d'Iran - Azerbaïdjan
- 2020
  - Ichtegem - Eernegem
  - Konterdam-Oostende
- 2022
  - 3e du Grand Prix Raf Jonckheere
- 2024
  - 3e du Grand Prix Raf Jonckheere

### Classements mondiaux
| Année                                 | 2018  | 2019  | 2020 | 2021  | 2022  | 2023  | 2024  |
| ------------------------------------- | ----- | ----- | ---- | ----- | ----- | ----- | ----- |
| Classement mondial                    | 1373e | 1180e | nc   | 1075e | 1569e | 2042e | 1690e |
| UCI Europe Tour                       | 852e  | 829e  | nc   | 797e  | 1052e | nc    | nc    |
|                                       |       |       |      |       |       |       |       |
| Légende : nc = non classéSource : UCI |       |       |      |       |       |       |       |

## Palmarès en cyclo-cross
- 2013-2014
  - 2e du Superprestige juniors'
- 2018-2019
  - National Trophy Series #3, Crawley